# María Consolación Pablos Labajo
María Consolación Pablos Labajo (Valladolid, 11 de junio de 1958) es una política española.
Pablos se formó como pedagoga, trabajo que compaginó inicialmente con sus tareas políticas. Concejala de Venta de Baños por el PSOE desde 1995, fue alcaldesa de dicho municipio de 2003 a 2015, formando parte también de la Diputación Provincial de Palencia desde 1999.
En 2008 fue candidata al Congreso, no resultando elegida.
En junio de 2015 resultó elegida procuradora de las Cortes de Castilla y León por la provincia de Palencia, dentro de la lista de su partido.